# Tempest FCAS

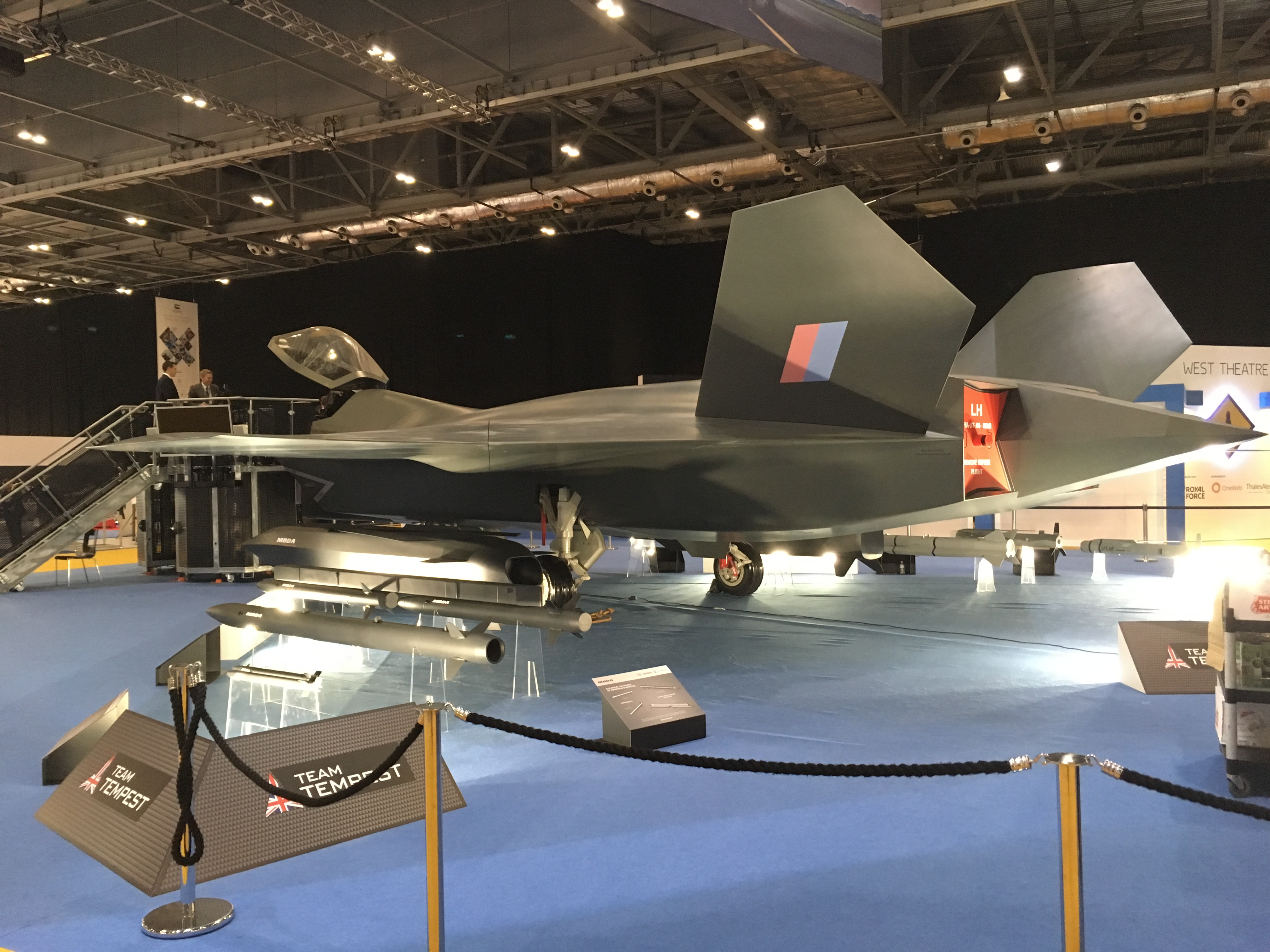
A Tempest prototípusának életnagyságú makettje

A Tempest Future Combat Air System (FCAS) egy ún. hatodik generációs nehezen észlelhető ("lopakodó") vadászbombázó repülőgép, amelyet a brit vezetésű Team Tempest konzorcium fejleszt. A fejlesztésben a BAE Systems, Rolls-Royce, Leonardo UK és MBDA UK vállalatok vesznek részt, de a japán, svéd és olasz kormányok és hadipari vállalatok is jelezték csatlakozási szándékukat a projekthez. A Team Tempest kitűzött célja, hogy a repülőgép 2035-ben rendszerbe állhasson a brit légierőnél, és a fejlesztésben részt vevő országok haderejénél is rendszeresítésre kerüljön.